# Kimi ga nozomu eien
Kimi ga nozomu eien (engelska: Rumbling Hearts), oftast förkortad Kimibou, KGNE eller KimiNozo, är ett spel till först PC släppt av âge och sedan till Playstation 2 och Sega Dreamcast. Spelet släpptes då[när?] endast under namnet Kimi Ga Nozomu Eien och spelet släpptes endast i Japan.
På senare år har det även blivit en anime på 14 episoder som mellan 5 oktober 2003 och 4 januari 2004 visades på japansk TV. Den första volymen av DVD-serien släpptes i USA den 19 december 2006 under namnet Rumbling Hearts, under vilket namn serien är mest känd i västvärlden. Den 6 januari 2007 släpptes den andra DVD:n och den sista volymen släpptes den 27 mars 2007. Ytterligare en serie, vilken kommer att bli en OVA, kommer att följa samma röda tråd men kommer att handla om att Takayuki väljer Haruka istället för Mitsuki. Serien kommer att vara 4 episoder lång.
Serien har fått mycket positiv kritik sedan animen kom ut och den återfinns på topp 10-listorna på många respekterade anime- och mangasajter på Internet såsom Anime News Network och animenfo. En spinoff på serien har gjorts, den heter Akane Maniax och följer Joji Gouda som har blivit kär i Harukas syster Akane. Detta utspelar sig efter händelserna i Kimi Ga Nozomu Eien. Serien baserar sig, precis som denna serie, på spelet med samma namn.
En ONA vid namn Ayumayu Gekijou har också gjorts som sändes under det sista kvartalet 2006.

## Animen

### Handling
KimiNozo är en romantisk saga som utspelar sig i den moderna tidens Japan och kretsar kring en hemsk olycka som förändrar livet för ett par skolkompisar.
Historien börjar med att introducera skolkompisarna Haruka Suzumiya, Takayuki Narumi, Mitsuki Hayase och Shinji Taira. Mitsuki fixar ihop Takayuki och den blyga Haruka, varför är okänt men antagligen tycker hon synd om den ensamma Haruka. Till slut börjar Takayuki och Haruka dejta varandra och utvecklar en intim relation - samtidigt som Takayuki och Mitsuki upptäcker känslor för varandra.
En dag blir Takayuki sen till en träff med Haruka på grund av att han köper en ring i födelsedagspresent till Mitsuki. Sedan blir Haruka inblandad i en bilolycka och hamnar i koma. Takayuki blir då enormt deprimerad då han känner att han är anledningen till olyckan. Han hoppar av skolan och sitter hemma och gör ingenting. Detta händer eftersom Takayuki aldrig fick bearbeta sin sorg, då Harukas föräldrar förbjuder honom att komma till sjukhuset för att de anser att det är bäst för honom. Harukas syster Akane vet inte om att Takayuki blivit förbjuden att komma och blir arg på Takayuki - som hon verkar ha känslor för.
Takayukis situation blir med tiden värre och värre och Mitsuki blir orolig och tar hand om honom. Till slut börjar de dejta och efter ett tag flyttar de ihop i samma lägenhet. Han har fått anställning på ett snabbmatshak istället för att fortsätta sina nedlagda studier. På haket träffar han nya vänner som hjälper honom. Akane vet om detta, och är arg på Takayuki för att han inte bryr sig om Haruka utan är med hennes bästa kompis.
Tre år efter olyckan vaknar Haruka upp ur sin koma utan att veta något om vad som hänt under de tre åren - på grund av minnesförlust vet hon inte ens att de har passerat eller varför hon är på sjukhuset. Doktorn rekommenderar dem att inte berätta vad som har hänt, utan att det är bättre att hennes minne stegvis kommer tillbaka. När hon vaknar upp får Takayuki dåligt samvete och känner sig skyldig att ta hand om Haruka. Detta leder till att han måste välja en av tjejerna. Mitsuki känner sig bortglömd då han är hos Haruka och är därför otrogen med den gamla skolkompisen Shinji. När Takayuki får reda på det ser han en lösning på sina problem - han överlämnar Mitsuki åt Shinji, vilket gör Shinji förgrymmad då han tycker att Takayuki är blind för hur mycket Mitsuki gjort för honom och hur mycket hon egentligen älskar honom. De börjar slåss och Takayuki börjar inse det som Mitsuki gjort för honom.
En dag brister allt för Akane, Harukas syster, och hon berättar allt för Haruka. Hon faller då i koma igen och när hon vaknar upp har hon glömt bort allt igen. Hennes föräldrar berättar då för henne allt som har hänt - förutom att Takayuki och Mitsuki är tillsammans. Detta berättar dock Mitsuki senare och Haruka blir förkrossad. Serien slutar med att han avslutar kontakten med Haruka och väljer Mitsuki på grund av allt hon har gjort för honom. Haruka fullföljer sin barndomsdröm (att författa bilderböcker) och Takayuki tar upp sina studier igen och blir till slut framgångsrik. Shinji lever sitt liv med en tjej han träffade på skolan. Mitsuki och Takayuki är antagligen fortfarande tillsammans då hon fortfarande har på sig den ring Takayuki köpte till henne före Harukas olycka. De fyra vännerna skiljs alltså åt utan kontakt med varandra (med undantag för Mitsuki och Takayuki).
Serien fokuserar på allt som har med detta att göra – det han gör och hur de påverkar de andra.

### Avsnitt
Man kan säga att avsnitten är uppdelade i två delar – en mindre och en större. Den mindre delen består av de två första episoderna som beskriver hur livet var innan olyckan. Den större delen beskriver hur livet var efter olyckan med fokus på vad som händer när Haruka vaknar upp.

#### Lista över avsnitt
| Nr | Namn               | Första sändning |
| --- | ------------------ | --------------- |
| |                    |                 |
| 01 | "Episode One"      | 2003-10-05      |
| Takayuki, Haruka, Mitsuki och Shinji introduceras. Takayuki och Haruka blir tillsammans efter att Mitsuki fixat ihop dem.                                                                          |                    |                 |
| |                    |                 |
| 02 | "Episode Two"      | 2003-10-12      |
| Haruka råkar ut för en hemsk olycka och hamnar i koma. |                    |                 |
| |                    |                 |
| 03 | "Episode Three"    | 2003-10-19      |
| Tre år senare: Takayuki har ett nytt liv tillsammans med Mitsuki och de lever tillsammans i hans lägenhet.                                                                                         |                    |                 |
| |                    |                 |
| 04 | "Episode Four"     | 2003-10-26      |
| Haruka vaknar upp ur sin koma och är ovetande om vad som har hänt. Hon kan dock inte gå. |                    |                 |
| |                    |                 |
| 05 | "Episode Five"     | 2003-11-02      |
| Visar vad som hände innan olyckan mellan Haruka och Mitsuki och vad som hände precis efter olyckan mellan Takayuki och Mitsuki.                                                                    |                    |                 |
| |                    |                 |
| 06 | "Episode Six"      | 2003-11-09      |
| Det blir mer tydligt varför och hur mycket Akane (Harukas syster) avskyr Mitsuki. |                    |                 |
| |                    |                 |
| 07 | "Episode Seven"    | 2003-11-16      |
| På grund av att Takayuki är med Haruka allt oftare på sjukhuset så grips Mitsuki av självmordstankar.                                                                                              |                    |                 |
| |                    |                 |
| 08 | "Episode Eight"    | 2003-11-23      |
| Takayuki kysser Haruka när hon ligger i sängen och Haruka tror att han fortfarande älskar henne.                                                                                                   |                    |                 |
| |                    |                 |
| 09 | "Episode Nine"     | 2003-11-30      |
| Takayuki försöker hitta en bilderbok åt Haruka som tryckts för tre år sedan och som ska se ny ut - för att hon inte ska inse att det har gått tre år.                                              |                    |                 |
| |                    |                 |
| 10 | "Episode Ten"      | 2003-12-07      |
| Akane berättar sanningen för Haruka om allt som har hänt. Haruka somnar in i en ny koma. |                    |                 |
| |                    |                 |
| 11 | "Episode Eleven"   | 2003-12-14      |
| Mitsuki är otrogen med Shinji. Takayuki och Shinji börjar bråka och Takayuki inser hur mycket Mitsuki betyder för honom.                                                                           |                    |                 |
| |                    |                 |
| 12 | "Episode Twelve"   | 2003-12-21      |
| Haruka vaknar upp ur koman igen. |                    |                 |
| |                    |                 |
| 13 | "Episode Thirteen" | 2003-12-28      |
| Mitsuki berättar hur det är mellan henne och Takayuki för Haruka. |                    |                 |
| |                    |                 |
| 14 | "Final Episode"    | 2004-01-04      |
| Takayuki säger adjö till Haruka för evigt och väljer Mitsuki istället. Haruka kan gå igen och hon blir barnboksförfattare till slut. Akane blir en proffssimmare och Shinji lever vidare sitt liv. |                    |                 |
| |                    |                 |

### Rollfigurer ochseiyū
Takayuki Narumi (japanska: Kishō Taniyama; engelska: Kevin M. Connolly)
Takayuki är huvudpersonen och den person man följer genom serien. Han blir ihop med Haruka medan de fortfarande går i skolan. Takayuki blir till slut också kär i henne - men samtidigt upptäcker han att han har känslor för Mitsuki. Haruka är sedan med om en bilolycka då Takayuki kommit sent till en träff. Han känner sig ansvarig för det och hamnar i en djup depression. Han struntar i att studera vidare och börjar jobba på ett snabbmatshak. Medan Haruka ligger i koma börjar han stegvis utveckla en intim relation med Mitsuki.
Haruka Suzumiya (Minami Kuribayashi, Carrie Savage)
Haruka är en blyg och oskyldig flicka och träffar Takayuki genom sin vän Mitsuki. Hon blir kär i honom och de börjar dejta. Hennes hobby är att samla bilderböcker och hennes dröm är att bli en författare till en sådan. En dag är hon med om en allvarlig bilolycka och hamnar i koma. Hon vaknar upp tre år senare och har fått minnesförlust. Hennes föräldrar och Takayuki döljer dock sanningen om vad som har hänt. Till slut berättar dock hennes syster Akane allting för henne och Haruka faller i koma återigen. När hon senare vaknar upp har hon glömt allt igen, men då berättar hennes föräldrar allting.
Mitsuki Hayase (Chiaki Takahashi, Colleen Clinkenbeard)
Mitsuki är en vän till både Haruka och Takayuki och det är tack vare henne som de båda blev tillsammans - men medan hon parar ihop dem så upptäcker hon känslor för Takayuki. Hon var en mycket bra simmare men efter Harukas olycka ger hon upp simningen för gott. Medan Takayuki är deprimerad hjälper hon honom och avslöjar sina känslor för honom. De blir ett par och hon flyttar in hos honom. Även Mitsuki känner sig skyldig till Harukas olycka, då hon känner att om hon inte distraherat Takayuki hade Haruka aldrig varit med om olyckan. I fandiscen berättas det att om hon aldrig hade distraherat honom att Takayuki och Haruka levt lyckliga i alla sina dagar.
Akane Suzumiya (Kaori Mizuhashi, Leah Clark)
Akane är Harukas yngre syster och ser till en början på Takayuki och Mitsuki som sina syskon men slutar med det när hon får reda på att Mitsuki och Takayuki dejtar varandra. Medan Haruka ligger i koma besöker hennes syster henne hela tiden. Hon är, precis som Mitsuki, en mycket bra simmare men känner att hon aldrig kan bli lika bra som Mitsuki var. Hennes hat mot Mitsuki efter olyckan påverkas också av att Akanes idol (Mitsuki) slutat med simningen och därmed svikit Akane på fler än ett sätt. Mot slutet kommer dock Akane över dessa tankar och blir en proffssimmare för Japan. Det spekuleras också i att hon kan ha varit förälskad i Takayuki när han gick ut med Haruka.
Shinji Taira (Masaki Andou, David-Wilson Brown)
Shinji är från början vän med Takayuki, Haruka och Mitsuki men förlorar kontakten med dem efter skolan. Han är till en början inte en så viktig karaktär men blir mycket viktigare mot slutet då han får Takayuki att inse vad Mitsuki gjort för honom. Han har också sex med Mitsuki och det spekuleras även i om han kan ha varit kär i henne när de gick i skolan. Han slutar till slut med en annan tjej.
Ayu Daikuuji (Kiyomi Asai, Luci Christian) och Mayu Tamano (Kyōko Yashida, Monica Rial)
Ayu och Mayu är två servitriser på det snabbmatshak som Takayuki arbetar på. Ayu är chefens dotter (vilket är den enda anledningen till att hon fortfarande får behålla jobbet) och Mayu är en klantig men välmenande person. De är komiska inslag i en annars mycket allvarlig serie och får ses som redskap för att få tittaren att inte bli alltför nedstämd. Efter eftertexterna av ett par serier finns det en 30 sekunder långt inslag med dessa två när de gör olika saker.

### Musiken
Intro
- Precious Memories av Minami Kuribayashi

Outro
- Rumbling Hearts (endast episod 2) av Minami Kuribayashi
- Hoshizora no waltz av Minami Kuribayashi
- Kimi ga nozomu eien (endast sista episoden (14)) av MEGUMI.

## Kimi ga nozomu eien ~special FanDisk~
Kimi ga nozomu eien ~special FanDisk~ är en så kallad fandisc som innehåller extrasaker som inte inkluderas i de vanliga DVD-utgåvorna. KGNE ~special FanDisk~ utgavs den 25 juni 2004 och innehåller:
- Kimi ga nozomu daiishou
  - En omberättelse av händelserna innan Harukas olycka där spelaren själv kan välja vad Takayuki ska göra (och kan därmed rädda Haruka från olyckan).
- Another Episode
  - En samling av korta historier som involverar rollfigurerna i Kimi ga nozomu eien.
- Radio special True Lies
  - En spelbar version av "True Lies" från Kimi ga nozomu eien Drama Theatre vol. 4 Radio Special.
- Kiminozo Radio Special
- Muv-Nozo
  - En parodi på Muv-Luv (se nedan) innehållandes rollfigurerna från Kimi ga nozomu eien.
- Övrigt:
  - Bakgrundsbilder till datorn och liknande.

## Spelet
Spelet är ett äventyrsspel släppt av âge och har flera uppföljare och spinoff-versioner med samma rollfigurer. Muv-Luv är en av dessa och är ett spel för en äldre publik. Det finns även Muv-Luv Alternative och Ayumayu gekijou.

## Musik
Många skivor har släppts i samband med serien och dess lansering i Japan. Låtarna som finns med är de som finns med i TV-serien samt i de olika spelen.

### Skivor
- Kimi ga nozomu eien - OST 1 (22 låtar)
- Kimi ga nozomu eien - OST 2 (31 låtar)
- Kimi ga nozomu eien - Portrait CD 1 ~ Mitsuki (4 låtar)
- Kimi ga nozomu eien - Portrait CD 2 ~ Haruka Suzumiya (4 låtar)
- Kimi ga nozomu eien - Portrait CD 3 ~ Akane (4 låtar)
- Kimi ga nozomu eien - Portrait CD 4 ~ Ayu (4 låtar)
- Kimi ga nozomu eien - Portrait CD 5 ~ Takayuki Narumi (4 låtar)
- Kimi ga nozomu eien - Precious Memories Single (4 låtar)
- Kimi ga nozomu eien - Soundtrack Plus (25 låtar)
- Kimi ga nozomu eien Game - Blue Tears Single (5 låtar)
- Kimi ga nozomu eien Game - Arrange Soundtrack (17 låtar)